# Crosslauf-Weltmeisterschaften 1993
Die 21. Crosslauf-Weltmeisterschaften der IAAF fanden am 23. März 1993 im Jauregibarria-Park von Amorebieta-Etxano (Spanien) statt, wo auch der Cross Internacional Zornotza ausgetragen wird.
Die Männer starteten über eine Strecke von 11,75 km, die Frauen über 6,35 km, die Junioren über 7,15 km und die Juniorinnen über 4,45 km.

## Ergebnisse

### Männer

#### Einzelwertung
| Platz | Athlet             | Land | Zeit (min) |
| ----- | ------------------ | ---- | ---------- |
| 1     | William Sigei      | KEN  | 32:51      |
| 2     | Dominic Kirui      | KEN  | 32:56      |
| 3     | Ismael Kirui       | KEN  | 32:59      |
| 4     | Moses Tanui        | KEN  | 33:14      |
| 5     | Ezequiel Bitok     | KEN  | 33:21      |
| 6     | Khalid Skah        | MAR  | 33:22      |
| 7     | Haile Gebrselassie | ETH  | 33:23      |
| 8     | Addis Abebe        | ETH  | 33:29      |

Von 236 gestarteten Athleten erreichten 217 das Ziel.
Teilnehmer aus deutschsprachigen Ländern:
- 76: Arnold Mächler (SUI), 34:59
- 105: Andrea Erni (SUI), 35:23
- 186: Jens Wilky (GER), 37:18

#### Teamwertung
| Platz | Land und Athleten                                                                                     | Gesamtpunktzahl und Einzelplatzierung |
| ----- | --- | ------------------------------------- |
| 1     | Kenia William Sigei Dominic Kirui Ismael Kirui Moses Tanui Ezequiel Bitok Paul Tergat                 | 025 01 02 03 04 05 010                |
| 2     | Äthiopien Haile Gebrselassie Addis Abebe Worku Bikila Fita Bayisa Abraham Assefa Kidane Gebrmichael   | 082 07 08 09 016 019 023              |
| 3     | Portugal Domingos Castro Paulo Guerra Carlos Monteiro Joaquim Pinheiro João Junqueira Carlos Patricio | 167 012 021 022 025 041 046           |

Insgesamt wurden 24 Teams gewertet.

### Frauen

#### Einzelwertung
| Platz | Athletin            | Land | Zeit (min) |
| ----- | ------------------- | ---- | ---------- |
| 1     | Albertina Dias      | POR  | 20:00      |
| 2     | Catherina McKiernan | IRL  | 20:09      |
| 3     | Lynn Jennings       | USA  | 20:09      |
| 4     | Zola Pieterse       | RSA  | 20:10      |
| 5     | Liz McColgan        | GBR  | 20:17      |
| 6     | Elana Meyer         | RSA  | 20:18      |
| 7     | Pauline Konga       | KEN  | 20:19      |
| 8     | Farida Fatès        | FRA  | 20:20      |

Von 148 gestarteten Athletinnen erreichten 144 das Ziel.
Teilnehmerinnen aus deutschsprachigen Ländern:
- 24: Daria Nauer (SUI), 20:40
- 95: Isabella Moretti (SUI), 21:48
- 115: Ursula Jeitziner (SUI), 22:20
- 134: Nelly Glauser (SUI), 23:25
- 143: Andrea Hayoz (SUI), 24:07

#### Teamwertung
| Platz | Land und Athletinnen                                                     | Gesamtpunktzahl und Einzelplatzierung |
| ----- | ------------------------------------------------------------------------ | ------------------------------------- |
| 1     | Kenia Pauline Konga Hellen Kimaiyo Kipkoskei Esther Kiplagat Jane Ngotho | 052 07 012 016 017                    |
| 2     | Japan Kazumi Kanbayashi Tsugumi Fukuyama Yumi Osaki Kumi Araki           | 093 010 020 027 036                   |
| 3     | Frankreich Farida Fatès Odile Ohier Annette Palluy Annick Clouvel        | 100 08 014 034 044                    |

Insgesamt wurden 26 Teams gewertet. Die Schweizer Mannschaft belegte mit 368 Punkten den 21. Platz.

### Junioren

#### Einzelwertung
| Platz | Athlet             | Land | Zeit (min) |
| ----- | ------------------ | ---- | ---------- |
| 1     | Philip Mosima      | KEN  | 20:18      |
| 2     | Christopher Koskei | KEN  | 20:20      |
| 3     | Josephat Machuka   | KEN  | 20:23      |

Alle 150 gestarteten Athleten erreichten das Ziel.
Teilnehmer aus deutschsprachigen Ländern:
- 20: Viktor Röthlin (SUI), 21:37
- 72: Guido Streit (GER), 22:15
- 96: Christian Belz (SUI), 22:38
- 102: Thomas Fuchs (SUI), 22:41
- 106: Johannes Schmid (GER), 22:44
- 122: Patrick Heinlein (GER), 23:06
- 125: Christoph Melcher (GER), 23:10
- 137: Christopher Lenz (GER), 23:29
- 146: Alexander Kuhn (SUI), 24:19
- 148: Philippe Roggo (SUI), 24:35

#### Teamwertung
| Platz | Land und Athleten                                                               | Gesamtpunktzahl und Einzelplatzierung |
| ----- | ------------------------------------------------------------------------------- | ------------------------------------- |
| 1     | Kenia Philip Mosima Christopher Koskei Josephat Machuka Lazarus Nyakeraka       | 10 01 02 03 04                        |
| 2     | Äthiopien Tegenu Abebe Habte Jifar Tibebu Reta Geta Tsega                       | 27 05 06 07 09                        |
| 3     | Marokko Salah El Ghazi Hicham El Guerrouj Abdelmajid El Boubkary Driss El Himer | 76 11 15 18 32                        |

Insgesamt wurden 26 Teams gewertet. Die Schweizer Mannschaft belegte mit 364 Punkten den 19. Platz, die deutsche Mannschaft mit 425 Punkten den 23. Platz.

### Juniorinnen

#### Einzelwertung
| Platz | Athletin          | Land | Zeit (min) |
| ----- | ----------------- | ---- | ---------- |
| 1     | Gladys Ondeyo     | KEN  | 14:04      |
| 2     | Pamela Chepchumba | KEN  | 14:09      |
| 3     | Sally Barsosio    | KEN  | 14:11      |

Alle 119 gestarteten Athletinnen erreichten das Ziel.
Teilnehmerinnen aus deutschsprachigen Ländern:
- 27: Katrin Engelen (GER), 15:16
- 31: Maren Östringer (GER), 15:21
- 34: Constanze Effler (GER), 15:23
- 58: Birte Bultmann (GER), 15:46
- 71: Simone Raupp (GER), 15:57
- 90: Mirja Moser (SUI), 16:20
- 98: Christine Hofmeier (SUI), 16:31

#### Teamwertung
| Platz | Land und Athletinnen                                                        | Gesamtpunktzahl und Einzelplatzierung |
| ----- | --------------------------------------------------------------------------- | ------------------------------------- |
| 1     | Kenia Gladys Ondeyo Pamela Chepchumba Sally Barsosio Hellen Jemaiyo Kimutai | 10 01 02 03 04                        |
| 2     | Japan Akiko Kato Azumi Miyazaki Sachiko Nakahito Yuko Kubota                | 41 08 09 10 14                        |
| 3     | Äthiopien Alemitu Bekele Askale Bereda Yeshi Gebrselassie Getenesh Tamirat  | 61 12 13 17 19                        |

Insgesamt wurden 19 Teams gewertet. Die deutsche Mannschaft belegte mit 150 Punkten den achten Platz.